# خوان أنطونيو سامارانش

خوان أنطونيو سامارانش

خوان أنطونيو سامارانش (بالإسبانية: Juan Antonio Samaranch)‏؛ (17 يوليو 1920 - 21 أبريل 2010)، الرئيس السابع للجنة الأولمبية الدولية التي ترأسها لمدة 21 سنة، من عام 1980 إلى 2001.

## روابط خارجية
- خوان أنطونيو سامارانش على موقع IMDb (الإنجليزية)
- خوان أنطونيو سامارانش على موقع الموسوعة البريطانية (الإنجليزية)
- خوان أنطونيو سامارانش على موقع مونزينجر (الألمانية)
- خوان أنطونيو سامارانش على موقع إن إن دي بي (الإنجليزية)
- خوان أنطونيو سامارانش على موقع أوليمبيديا (الإنجليزية)